# 란티스 조곡 feat.Nico Nico Artists
《란티스 조곡》(일본어: ランティス組曲 feat.Nico Nico Artists)은 란티스의 앨범으로 2008년 3월 5일 발매되었다.
제작, 발매처는 란티스.

## 개요
니코니코 동화와 란티스의 합동 기획 1탄. 니코니코 동화의 인기 보컬이 참가했으며, 란티스의 명곡 34곡을 메들리 형식으로 이었다.

## 수록곡
1. 란티스 조곡(ランティス組曲 feat.NicoNicoArtists) (20:12)
2. 란티스 조곡 (off Vocal)(ランティス組曲 feat.NicoNicoArtists ~off Vocal~) (20:12)

## 참가자
- 고무
- J
- nayuta
- Re:
- 목캔디 (のど飴, 노도아메)
- A누님 (A姉, A아네)
- yonji
- 사장 (社長)
- 사리야인 (サリヤ人)
- zebra
- 가젤(ガゼル)

## 사용곡
| 번호 | 곡명                               | 설명                                                   |
| 1    | 천사의 꼬리                        | 애니《천사의 꼬리》오프닝 테마                         |
| 2    | 스케치 스위치                      | 애니《히다마리 스케치》오프닝 테마                     |
| 3    | 갤럭시★Bang! Bang!                 | 애니《갤럭시 엔젤》1기 오프닝 테마                     |
| 4    | 꿈꾸고 싶은 엔젤대                 | 애니《갤럭시 엔젤》2기 오프닝 테마                     |
| 5    | 우주에서 사랑은☆룬룬룬             | 애니《갤럭시 엔젤룬》오프닝 테마                       |
| 6    | You                                | 애니《셔플!》오프닝 테마                               |
| 7    | 벚꽃피는 미래의 사랑의 꿈          | 애니《D.C.다카포》오프닝 테마                          |
| 8    | 벚꽃으로 물든 계절                 | 애니《D.C.S.S. 다카포 세컨드 시즌》오프닝 테마         |
| 9    | 덧없는 꿈을 꾸는 그대와            | 게임《D.C.II 다카포 II》오프닝 테마                    |
| 10   | Fragment ~The heat haze of summer~ | 애니《스이카》오프닝 테마                              |
| 11   | LOVE A RIDDLE                      | 애니《오네가이☆티쳐》12화 엔딩 테마                    |
| 12   | Shooting Star                      | 애니《오네가이☆티쳐》오프닝 테마                       |
| 13   | Second Flight                      | 애니《오네가이☆트윈즈》오프닝 테마                     |
| 14   | 하이!하이!하이!                    | 라디오《갤럭시 엔젤 피타피타☆엔젤♪A》오프닝 테마       |
| 15   | Love Slave                         | 애니《DearS》오프닝 테마                               |
| 16   | ray of sunshine                    | 애니《공주님 조심하세요》프롤로그 송 디스크2           |
| 17   | 환청 케이크                        | 애니《아즈망가 대왕》오프닝 테마                       |
| 18   | 성소녀 영역                        | 애니《로젠 메이든 트로이멘트》오프닝 테마              |
| 19   | 카오링의 테마 완전판               | 애니《러키☆스타》18화 엔딩 테마                        |
| 20   | 마브러브                           | 게임《마브러브》오프닝 테마                            |
| 21   | Rumbling heart                     | 게임《네가 바라는 영원》오프닝 테마                    |
| 22   | Precious Memories                  | 애니《네가 바라는 영원》오프닝 테마                    |
| 23   | 날개는 Pleasure Line               | 애니《크르노 크루세이드》오프닝 테마                   |
| 24   | 모험이지, 그렇지?                  | 애니《스즈미야 하루히의 우울》오프닝 테마              |
| 25   | 최강 퍼레퍼레이드                  | 라디오《스즈미야 하루히의 라디오 지부》2기 오프닝 테마 |
| 26   | 눈, 무음 창가에서                  | 애니 《스즈미야 하루히의 우울》나가토 유키 캐릭터송    |
| 27   | 강철의 메시아                      | 게임《슈퍼로봇대전 알파 외전》이미지 테마              |
| 28   | 탄식의 로자리오                    | 애니《초중신 그라비온》오프닝 테마                     |
| 29   | V·I·C·T·O·R·Y·！                   | 게임《슈퍼로봇대전 MX》오프닝 테마                     |
| 30   | GONG                               | 게임《슈퍼로봇대전 알파》오프닝 테마                   |
| 31   | Break Out                          | 애니《슈퍼로봇대전 OG Divine Wars》오프닝 테마         |
| 32   | SKILL (MOTTO! MOTTO! Ver)          | 게임《제2차 슈퍼로봇대전 알파》오프닝 테마             |
| 33   | 가져가! 세일러복                   | 애니《러키☆스타》오프닝 테마                           |
| 34   | 맑음맑음 유쾌                      | 애니《스즈미야 하루히의 우울》엔딩 테마                |
| ED   | SKILL                              | 게임《제2차 슈퍼로봇대전 알파》오프닝 테마             |

## 같이 보기
- 란티스
- 니코니코 동화
- 조곡 니코니코 동화